# Wallscheid

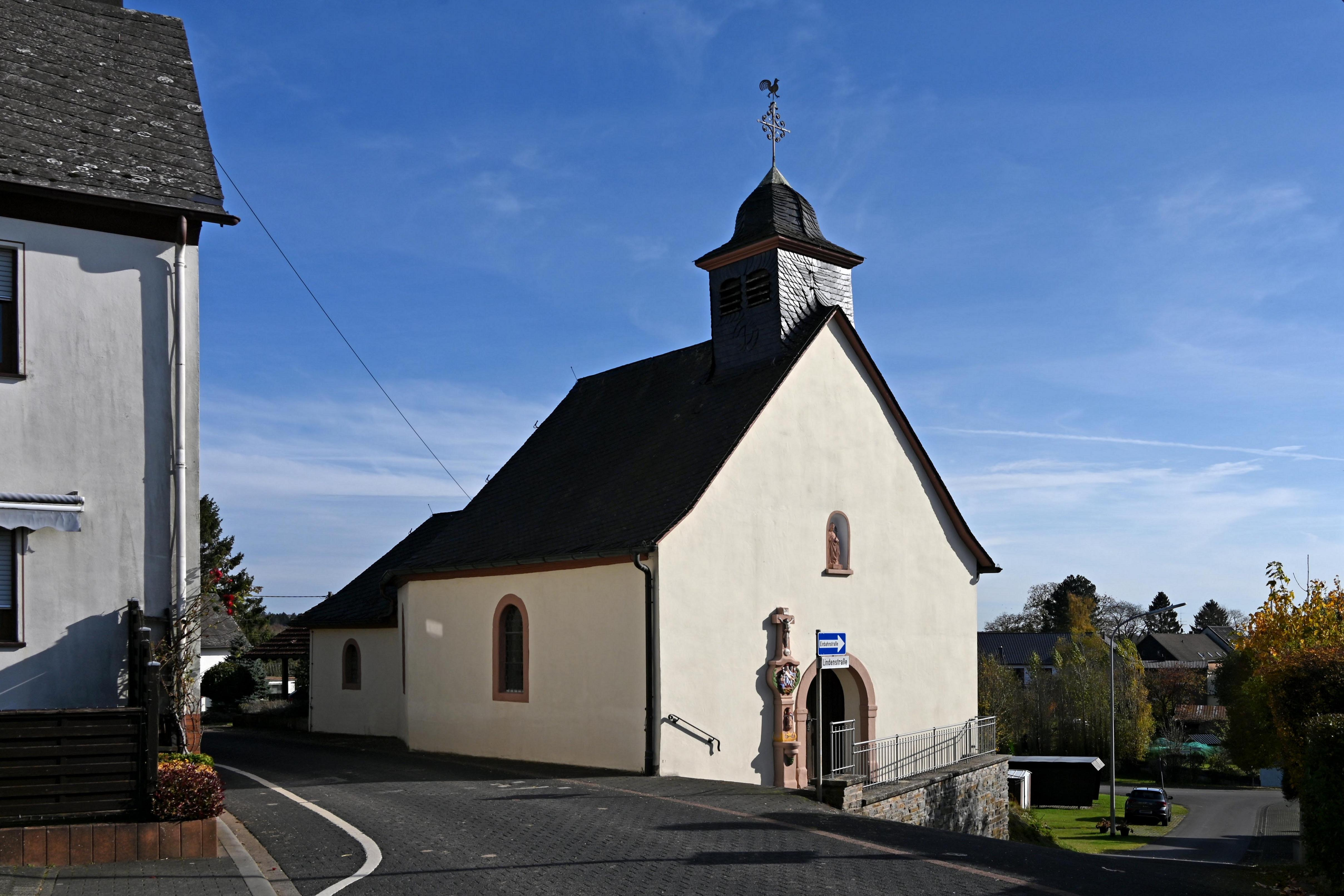
Corneliuskapelle von 1777

Wallscheid ist eine Ortsgemeinde im Landkreis Bernkastel-Wittlich in Rheinland-Pfalz. Sie gehört der Verbandsgemeinde Wittlich-Land an.

## Geographie
Der Ferienort liegt in der Eifel, 7 km östlich von Manderscheid.
Zu Wallscheid gehören die Wohnplätze Lenzenhaus, Am Bahnhof, Kiefernhof und Tannenhof.

## Geschichte
Vor 771 wurde Öfflingen und damit auch der heutige Ort Wallscheid dem Kloster Echternach geschenkt. Die Herren von Manderscheid wurden von der Abtei als Vögte eingesetzt. Ab 1794 stand Wallscheid unter französischer Herrschaft, 1814 wurde der Ort auf dem Wiener Kongress dem Königreich Preußen zugeordnet. Seit 1946 ist er Teil des neu gegründeten Landes Rheinland-Pfalz.

## Politik

### Bürgermeister
Uwe Kröffges ist Ortsbürgermeister von Wallscheid. Bei den Direktwahlen 2019 und 2024 wurde er jeweils in seinem Amt bestätigt.

## Kultur und Sehenswürdigkeiten
Erwähnenswert ist die 1777 erbaute Corneliuskapelle in Wallscheid.
Siehe auch:
- Liste der Kulturdenkmäler in Wallscheid
- Liste der Naturdenkmale in Wallscheid

## Wirtschaft und Infrastruktur
Im Westen verläuft die Bundesautobahn 1. In Wittlich ist ein Bahnhof der Moselstrecke.